# Fatima Chebchoub
Fatima Chebchoub (en arabe : فاطمة شبشوب), connue aussi sous son nom de scène, Al-Chebchouba, née en septembre 1952, morte le 9 août 2006, est une universitaire, une actrice, une metteuse en scène, une cinéaste, une humoriste et une poétesse marocaine.
Elle est l'une des premières femmes marocaines à écrire et à mettre en scène des spectacles de théâtre, et l'une des rares à incorporer des éléments du patrimoine théâtral traditionnel dans ses productions. Fatima Chebchoub a aussi utilisé sa notoriété pour aborder des questions de nature politiques et sociétales, telles que la corruption, l'égalité des sexes, l'alphabétisation des femmes et l'injustice.

## Biographie
Chebchoub est née en 1952. Son père est Amazigh. Ses parents, tous deux adeptes de la Halqa, une forme de spectacle populaire marocain qui consiste à raconter des histoires en public, sont décédés alors qu'elle était encore très jeune. Chebchoub ne s'est jamais mariée et vivait seule,. Ses fréquents voyages et son mode de vie bohème lui ont valu le surnom d'« al-Roumi » ou « l'Occidentale » par ses proches.
Chebchoub a commencé à jouer la comédie dès son enfance, dans les années 1960, et a réalisé sa première mise en scène dans les années 1980. Elle a ensuite commencé à écrire et à jouer des spectacles solo. Elle était la seule femme formée à la Hlayqia, la figure centrale d'une forme traditionnelle de spectacle public de narration d'histoires connue sous le nom de Halqa.
Elle jouait ses Halqas soit en solo, soit avec sa troupe connue sous le nom d'Asyas,. Elle a ouvert la voie à des femmes humoristes marocaines comme Hanane El Fadili. Les œuvres de Chebchoub dans le domaine de la Halqa comprennent des spectacles intitulés Chkouf al-Gars, Al-Matmora, Al-Abbacia et Moulat Sserr. Moulat Sserr, rebaptisée plus tard Tamawayt, est son œuvre la plus célèbre. Elle a effectué des tournées pour la présenter sur différents continents, dans des pays tels que l'Australie, les États-Unis et la Syrie. En solo, elle incarnait des hommes sur scène et interprétait une diversité de personnages, utilisant l’humour pour aborder des sujets sensibles tels que la sexualité féminine. Elle remettait en cause le système patriarcal marocain, affirmait des positions de nature politique et ouvrait le dialogue, réclamant une voix pour les femmes ainsi que pour les parties pauvres et marginalisées de la société marocaine.
Elle a également travaillé pour la télévision et le cinéma. Elle a notamment écrit une série télévisée diffusée par la première chaîne de télévision, Al Aoula, sous le titre Ind al fawra i ban lehssab. Elle a publié également des recueils de poésie.
Elle est l'une des rares femmes arabo-musulmanes à avoir été sollicitée pour participer au congrès international des femmes dramaturges qui s'est déroulé en 1994 à Adélaïde.
En plus de son travail théâtral, Chebchoub est une universitaire. Elle a commencé par enseigner le français dans une école primaire, puis a enseigné le théâtre à l'université Moulay-Ismaïl de Meknès,. Elle poursuivait son doctorat en sociologie de la scène à l'université de Pennsylvanie, dans le département des langues et civilisations du Proche-Orient, au moment de son décès,.
Pendant son séjour à l'université de Pennsylvanie, Fatema Chebchoub a travaillé pour le Linguistic Data Consortium (LDC), une initiative internationale de recherche collaborative, pour le projet Penn Arabic TreeBank, version 3.0 (publié plus tard, en 2008 ).
En 2002, grâce à une subvention du Greenfield Intercultural Center de l'université de Pennsylvanie, Chebchoub a produit un film documentaire intitulé From Heart to Heart : A Documentary of Feelings and Attitudes towards the Incidents of Sept. 11, 2001, from Arab-Americans in the Philadelphia area.
Fatima Chebchoub est décédée à l'âge de 53 ans à Skhirat, se noyant en nageant dans la mer, le 9 août 2006,,.